# Halit Toroslu
Halit Nusret Toroslu (* 25. Mai 1924 in Istanbul; † 16. Dezember 2020) war ein türkischer General der Luftstreitkräfte (Hava Kuvvetleri), der unter anderem von 1975 bis 1976 Kommandant der Luftwaffenschule (Hava Harp Okulu) sowie später zwischen 1981 und 1985 Generalsekretär des Nationalen Sicherheitsrates MGK (Millî Güvenlik Kurulu)  war.

## Leben
Toroslu besuchte Schulen in Istanbul sowie von 1941 bis 1943 die 1928 gegründete Maltepe-Militärkadettenanstalt (Maltepe Askerî Lisesi) in Güzelbahçe. 1943 begann er seine Offiziersausbildung an der Heeresschule (Kara Harp Okulu), die er am 30. August 1945 als Fähnrich (Asteğmen) abschloss. Nach dem Besuch der Infanterieschützenschule (Piyade Atış Okulu) in Çankırı absolvierte er seine Pilotenausbildung an der Flugschule (Hava Okulu) in Eskişehir und wurde nach deren Beendigung 1947 zum 5. Luftwaffenregiment (5. Tayyare Alayı) versetzt. 1951 wechselte er offiziell zu den Luftstreitkräften und wurde Pilot bei der 193. Staffel des 9. Regiments in Balıkesir. Nach Abschluss einer Fortbildung für Staffelkommandeure in den USA wurde er 1955 zum 9. Luftwaffenstützpunkt versetzt und danach 1957 Operationsoffizier auf dem 6. Luftwaffenstützpunkt.
Nachdem Toroslu zwischen 1957 und 1959 die Luftwaffenakademie (Hava Harp Akademisi) besucht hatte, wurde er Operationsoffizier der 143. Staffel, deren Kommandeur er 1960 wurde. Während einer Verwendung von 1962 bis 1965 im Hauptquartier der Luftstreitkräfte besuchte er zwischen dem 1. September 1964 und dem 7. Februar 1965 das NATO Defense College, das sich damals noch in Paris befand. Anschließend wurde er am 25. August 1965 Leiter der Operations- und Ausbildungsabteilung der 6. Luftwaffenbasis in Bandırma und anschließend im September 1967 Chef des Stabes des 1. Luftwaffenkommandos, ehe er am 30. August 1968 Kommandeur der 9. Luftwaffenbasis (1. Ana Jet Üs Komutanlığı) in Eskişehir.
Toroslu war zwischen dem 28. September 1969 und dem 28. September 1971 Militärattaché an der Botschaft in der Sowjetunion. Nach seiner Rückkehr war er bis zum 30. August 1972 stellvertretender Leiter der Abteilung für strategische Planung im Generalstab der Türkei und fand daraufhin Verwendung als Leiter der Nachrichtendienstabteilung im Hauptquartier der Luftstreitkräfte, ehe er am 30. August 1973 stellvertretender Leiter des Luftwaffenausbildungskommandos wurde. Am 21. August 1975 wurde er Generalmajor und Nachfolger von Generalmajor Halil Sözer als Kommandant der Luftwaffenschule und bekleidete diese Funktion bis zu seiner Ablösung durch Generalmajor Tevfik Alpaslan am 23. August 1976.
Nach darauf folgenden weiteren Verwendungen war Toroslu als Generalleutnant (Korgeneral) zum Zeitpunkt des Militärputsches vom 12. September 1980 Kommandeur des 2. Taktischen Luftwaffenkommandos  in Diyarbakır. Als General (Orgeneral) wurde er am 24. August 1981 Nachfolger von Generalleutnant Talat Çetineli als Generalsekretär des Nationalen Sicherheitsrates MGK (Millî Güvenlik Kurulu). Auf diesem Posten verblieb er bis zum 19. August 1985 und wurde dann durch Admiral Orhan Karabulut abgelöst.
Er starb am 16. Dezember 2020 im Alter von 96 Jahren.